# Das Mädchen vom Änziloch
Das Mädchen vom Änziloch è un film documentario del 2016 diretto da Alice Schmid.